# A démon arca
A démon arca (eredeti cím: Incarnate) 2016-ban bemutatott amerikai természetfeletti horrorfilm, melyet Ronnie Christensen forgatókönyvéből Brad Peyton rendezett. A főszerepeket Aaron Eckhart, Carice van Houten, Catalina Sandino Moreno, David Mazouz, Keir O’Donnell, Matt Nable és John Pirruccello alakítja.
2016. december 2-án adta ki a Blumhouse Tilt és a High Top Releasing. Magyarországon december 8-án mutatta be az InterCom Zrt..

## Cselekmény
Ismeretlen démon szállja meg egy tizenegy éves ártatlan fiú testét. Bár a szülei a legjobb ördögűzőket hívták, minden hiába. Hamarosan a tolószékhez kötött vatikáni férfi, Dr. Seth Ember (Aaron Eckhart) segítségét kérik, aki képes bejutni a megszállottak tudatalattijába és elméjébe, hogy kiűzze belőlük a démont.
A fiú elméjében az orvos megdöbbenve fedezi fel ugyanazt a gonosz szellemet, amely felelős az ő felesége és gyermeke haláláért, akiket évekkel azelőtt veszített el autóbalesetben. A fiú démona a legerősebb, akivel valaha kapcsolatba lépett, és attól tart, hogy ha egyszer megszabadul a démontól, a fiú meghal.

## Szereplők
| Szerep          | Színész                 | Magyar hang     |
| --------------- | ----------------------- | --------------- |
| Dr. Seth Ember  | Aaron Eckhart           | Fekete Ernő     |
| Lindsay Sparrow | Carice van Houten       | Szávai Viktória |
| Camilla Marquez | Catalina Sandino Moreno | Mezei Kitty     |
| Cameron Sparrow | David Mazouz            | Straub Martin   |
| Oliver          | Keir O’Donnell          | Varju Kálmán    |
| Riley           | Emily Jackson           | Gubik Petra     |
| Dan Sparrow     | John Purruccello        | Dévai Balázs    |
| Henry           | Matthew Nable           | Törköly Levente |
| Felix           | Tomas Arana             | Hirtling István |
| Anna Ember      | Karolina Wydra          | Bálizs Anett    |
| Jake Ember      | Emjay Anthony           |                 |
| Maggie (Démon)  | Mark Steger             | Fehér Péter     |
| kidobó 2#       | Mark Henry              | Sörös Miklós    |

## A film készítése
Brad Peyton lett a film rendezője és vezető producere. Ronnie Christensent felkérték a forgatókönyv megírására. A Blumhouse Productions és a WWE Studios lett a film elkészítésééért felelős cég.
Aaron Eckhart 2013. szeptember 17-én csatlakozott a film szereplőgárdájához, november 25-én Mark Henry is követte. Catalina Sandino Moreno, David Mazouz, George Anthony Anisimow és Karolina Wydra később csatlakoztak.

## Zene
A film zenéjét Andrew Lockington komponálta. A filmzene az IM Global Music oldalon jelent meg.